# Stazione di Omignano-Salento
Stazione di Omignano-Salento vasútállomás Olaszországban, mely Omignano és Salento településeket szolgálja ki.

## Vasútvonalak
Az állomást az alábbi vasútvonalak érintik:
- Battipaglia–Reggio di Calabria-vasútvonal

## Kapcsolódó állomások
A vasútállomáshoz az alábbi állomások vannak a legközelebb:
- Stazione di Vallo della Lucania-Castelnuovo
- Stazione di Agropoli-Castellabate